# جيم ماكسويل (لاعب كرة قدم أمريكية)
جيم ماكسويل (بالإنجليزية: Jim Maxwell)‏ هو لاعب كرة قدم أمريكية أمريكي، ولد في 8 أغسطس 1981 في جونسونفيل في الولايات المتحدة.

## وصلات خارجية
- جيم ماكسويل على موقع مرجع كرة القدم المحترفة.كوم (الإنجليزية)